# آبچلیک بال‌سفید
آبچلیک بال‌سفید یا آبچلیک مورئا (نام علمی: Prosobonia ellisi) نام یک گونه منقرض‌شده از سرده آبچلیک پلی‌نزی است.